# VakıfBank Spor Kulübü 2016-2017
Questa voce raccoglie le informazioni riguardanti il VakıfBank Spor Kulübü nelle competizioni ufficiali della stagione 2016-2017.

## Organigramma societario
Area direttiva
- Presidente: İlker Ayıcı

Area tecnica
- Allenatore: Giovanni Guidetti
- Allenatore in seconda: Dehri Can Dehrioglu, Jamie Morrison

## Rosa
| N° | Nome             | Ruolo | Data di nascita  | Nazionalità sportiva |
| -- | ---------------- | ----- | ---------------- | -------------------- |
| 1  | Gizem Örge       | L     | 26 aprile 1993   | Turchia              |
| 2  | Gözde Kırdar     | S     | 26 giugno 1985   | Turchia              |
| 3  | Cansu Özbay      | P     | 17 ottobre 1996  | Turchia              |
| 5  | Zhu Ting         | S     | 29 novembre 1994 | Cina                 |
| 6  | Kübra Akman      | C     | 13 ottobre 1994  | Turchia              |
| 8  | Melis Gürkaynak  | C     | 20 aprile 1990   | Turchia              |
| 9  | Ayça Aykaç       | L     | 27 febbraio 1996 | Turchia              |
| 10 | Lonneke Slöetjes | O     | 15 novembre 1990 | Paesi Bassi          |
| 11 | Naz Aydemir      | P     | 14 agosto 1990   | Turchia              |
| 12 | Özge Yurtdagülen | C     | 6 agosto 1993    | Turchia              |
| 14 | Melis Durul      | O     | 21 gennaio 1993  | Turchia              |
| 15 | Kimberly Hill    | S     | 30 novembre 1989 | Stati Uniti          |
| 16 | Milena Rašić     | C     | 25 ottobre 1990  | Serbia               |
| 17 | Cansu Çetin      | S     | 23 maggio 1993   | Turchia              |

## Statistiche

### Statistiche di squadra
| Competizione             | Punti | In casa | In casa | In casa | In trasferta | In trasferta | In trasferta | Totale | Totale | Totale |
| Competizione             | Punti | G       | V       | P       | G            | V            | P            | G      | V      | P      |
| ------------------------ | ----- | ------- | ------- | ------- | ------------ | ------------ | ------------ | ------ | ------ | ------ |
| Sultanlar Ligi           | 64,08 | 14      | 13      | 1       | 14           | 13           | 1            | 28     | 26     | 2      |
| Coppa di Turchia         | -     | 0       | 0       | 0       | 0            | 0            | 0            | 3      | 2      | 1      |
| Champions League         | 17    | 4       | 4       | 0       | 4            | 4            | 0            | 10     | 10     | 0      |
| Campionato mondiale 2016 | 7     | -       | -       | -       | -            | -            | -            | 5      | 3      | 2      |
| Campionato mondiale 2017 | 9     | -       | -       | -       | -            | -            | -            | 5      | 5      | 0      |
| Totale                   | -     | 18      | 17      | 1       | 18           | 17           | 1            | 51     | 46     | 5      |

G = partite giocate; V = partite vinte; P = partite perse

### Statistiche dei giocatori
| Giocatore      | Sultanlar Ligi | Sultanlar Ligi | Sultanlar Ligi | Sultanlar Ligi | Sultanlar Ligi | Coppa di Turchia | Coppa di Turchia | Coppa di Turchia | Coppa di Turchia | Coppa di Turchia | Champions League | Champions League | Champions League | Champions League | Champions League | Campionato mondiale 2016 | Campionato mondiale 2016 | Campionato mondiale 2016 | Campionato mondiale 2016 | Campionato mondiale 2016 | Campionato mondiale 2017 | Campionato mondiale 2017 | Campionato mondiale 2017 | Campionato mondiale 2017 | Campionato mondiale 2017 | Totale | Totale | Totale | Totale | Totale |
| Giocatore      | P              | PT             | AV             | MV             | BV             | P                | PT               | AV               | MV               | BV               | P                | PT               | AV               | MV               | BV               | P                        | PT                       | AV                       | MV                       | BV                       | P                        | PT                       | AV                       | MV                       | BV                       | P      | PT     | AV     | MV     | BV     |
| -------------- | -------------- | -------------- | -------------- | -------------- | -------------- | ---------------- | ---------------- | ---------------- | ---------------- | ---------------- | ---------------- | ---------------- | ---------------- | ---------------- | ---------------- | ------------------------ | ------------------------ | ------------------------ | ------------------------ | ------------------------ | ------------------------ | ------------------------ | ------------------------ | ------------------------ | ------------------------ | ------ | ------ | ------ | ------ | ------ |
| K. Akman       | 20             | 157            | 89             | 15             | 19             | 3                | 15               | 10               | 5                | 0                | 9                | 65               | 38               | 22               | 5                | 5                        | 38                       | 21                       | 12                       | 5                        | 5                        | 36                       | 16                       | 17                       | 3                        | 42     | 311    | 174    | 71     | 32     |
| N. Aydemir     | 27             | 56             | 16             | 27             | 13             | 3                | 4                | 0                | 3                | 1                | 10               | 34               | 6                | 16               | 12               | 5                        | 14                       | 2                        | 9                        | 3                        | 5                        | 13                       | 0                        | 7                        | 6                        | 50     | 121    | 24     | 62     | 35     |
| A. Aykaç       | 13             | 0              | 0              | 0              | 0              | 1                | 0                | 0                | 0                | 0                | 3                | 0                | 0                | 0                | 0                | 2                        | 0                        | 0                        | 0                        | 0                        | 1                        | 0                        | 0                        | 0                        | 0                        | 20     | 0      | 0      | 0      | 0      |
| C. Çetin       | 23             | 44             | 35             | 4              | 5              | 2                | 7                | 4                | 1                | 2                | 6                | 1                | 1                | 0                | 0                | 4                        | 0                        | 0                        | 0                        | 0                        | 5                        | 1                        | 1                        | 0                        | 0                        | 40     | 53     | 41     | 5      | 7      |
| M. Durul       | 17             | 100            | 84             | 8              | 8              | 3                | 3                | 3                | 0                | 0                | 4                | 7                | 7                | 0                | 0                | 1                        | 4                        | 3                        | 0                        | 1                        | 1                        | 16                       | 13                       | 2                        | 1                        | 26     | 130    | 110    | 10     | 10     |
| M. Gürkaynak   | 18             | 73             | 41             | 23             | 9              | 2                | 2                | 1                | 0                | 1                | 4                | 6                | 2                | 1                | 3                | 2                        | 2                        | 2                        | 0                        | 0                        | 1                        | 6                        | 4                        | 2                        | 0                        | 27     | 89     | 50     | 26     | 13     |
| K. Hill        | 28             | 177            | 145            | 49             | 17             | 3                | 14               | 12               | 1                | 1                | 10               | 90               | 66               | 6                | 18               | 5                        | 39                       | 34                       | 1                        | 4                        | 5                        | 62                       | 49                       | 5                        | 8                        | 51     | 382    | 306    | 62     | 48     |
| G. Kırdar      | 24             | 207            | 170            | 27             | 10             | 2                | 21               | 16               | 3                | 2                | 9                | 36               | 26               | 9                | 1                | 5                        | 40                       | 32                       | 5                        | 3                        | 5                        | 20                       | 15                       | 4                        | 1                        | 45     | 324    | 259    | 48     | 17     |
| G. Örge        | 26             | 1              | 0              | 0              | 1              | 3                | 0                | 0                | 0                | 0                | 10               | 0                | 0                | 0                | 0                | 5                        | 0                        | 0                        | 0                        | 0                        | 5                        | 0                        | 0                        | 0                        | 0                        | 49     | 1      | 0      | 0      | 1      |
| C. Özbay       | 21             | 26             | 11             | 8              | 7              | 3                | 2                | 0                | 1                | 1                | 8                | 1                | 0                | 1                | 0                | 2                        | 0                        | 0                        | 0                        | 0                        | 3                        | 1                        | 0                        | 1                        | 0                        | 37     | 30     | 11     | 11     | 8      |
| M. Rašić       | 20             | 183            | 108            | 58             | 17             | 3                | 35               | 23               | 11               | 1                | 9                | 91               | 50               | 33               | 8                | 5                        | 60                       | 33                       | 25                       | 2                        | 5                        | 41                       | 19                       | 19                       | 3                        | 42     | 410    | 233    | 146    | 31     |
| L. Slöetjes    | 25             | 301            | 267            | 22             | 12             | 3                | 31               | 26               | 4                | 1                | 10               | 167              | 145              | 7                | 15               | 5                        | 73                       | 67                       | 5                        | 1                        | 4                        | 59                       | 52                       | 3                        | 4                        | 47     | 631    | 557    | 41     | 33     |
| Ö. Yurtdagülen | 16             | 79             | 40             | 23             | 16             | 2                | 0                | 0                | 0                | 0                | 2                | 2                | 0                | 0                | 2                | 3                        | 9                        | 6                        | 2                        | 1                        | 2                        | 7                        | 5                        | 2                        | 0                        | 25     | 97     | 51     | 27     | 19     |
| Zhu T.         | 21             | 359            | 300            | 48             | 11             | 3                | 29               | 24               | 5                | 0                | 10               | 193              | 163              | 23               | 7                | 5                        | 103                      | 77                       | 19                       | 7                        | 4                        | 69                       | 56                       | 9                        | 4                        | 43     | 753    | 620    | 104    | 29     |

P = presenze; PT = punti totali; AV = attacchi vincenti; MV = muri vincenti; BV = battute vincenti